# 三酸化二ヒ素 (医薬品)
三酸化二ヒ素（さんさんかにひそ、Arsenic Trioxide）は、急性白血病の治療に用いられる医薬品である。

## 効能・効果
再発または難治性の急性前骨髄球性白血病［染色体検査〔t（15;17）転座〕または遺伝子検査（PML-RARα遺伝子）で確定診断されたもの］。用量は1日1回0.15 mg/kg体重×最大60日間。

## 警告
- QT延長（致死性心室性不整脈を含む）、完全房室ブロック等の不整脈を起こすことがある。
- APL分化症候群（APL differentiation syndrome）で致命的転帰を辿る事がある。

## 禁忌
妊婦または妊娠している可能性のある婦人に対して禁忌である。それだけでけなく、男性患者の場合も投与期間中と最終投与後少なくとも3カ月は避妊しなければならない。

## 副作用
重大な副作用として、
- 心電図QT延長
- APL分化症候群
- 白血球増加症
- 汎血球減少、無顆粒球症、白血球減少、血小板減少
- ウェルニッケ脳症

が知られている。
心電図QT延長は46%に発生する他、ALT増加28%、AST増加21%、白血球数減少18%、LDH増加12%、C-反応性蛋白増加12%、ALP増加10%等が発生する:22-26。

## 有効性
- PhaseI/II試験（米国）：CR到達率92%（11/12）[FDAの再解析で75%(9/12)]
- PhaseIII試験（米国）：CR到達率85%（34/40）[FDAの再解析で70%(28/40)]
- 治療研究（日本）：CR到達率78%（11/14）[3]:6-7

## 承認
米国で2000年9月、欧州で2002年3月、日本で2004年10月に承認された:1。
米国では希少疾病用医薬品に指定されており、日本では日本血液学会からの要望で公知申請された:7:212。

## 参考資料
1. ↑  Shakhashiri, B. Z.. “Chemical of the Week: Arsenic”.   University of Wisconsin-Madison Chemistry Dept.. 2008年8月2日時点のオリジナルよりアーカイブ。2008年8月3日閲覧。
2. 1 2  “トリセノックス注10mg 添付文書”. www.info.pmda.go.jp.   PMDA. 2021年5月9日閲覧。
3. 1 2 3  “トリセノックス注10mg インタビューフォーム”.   PMDA. 2021年5月9日閲覧。
4. ↑  “Search Orphan Drug Designations and Approvals”. www.accessdata.fda.gov. 2021年5月10日閲覧。
5. ↑  “適応外使用通知に基づく承認品目リスト”. 2021年5月10日閲覧。
6. ↑  関野秀人、上田慶二、栗原雅直、清水直容、光石忠敬、景山茂 (2005). “混合診療問題・未承認薬問題が治験制度にもたらすインパクト”. 臨床評価 32 (1):  149-212.